# Eptatretus goliath
Eptatretus goliath is een soort uit de familie der slijmprikken (Myxinidae). De tot nog toe grootste ontdekte slijmprik behoorde tot deze soort en was 127 centimeter lang.